# Cubalaya
 Cubalaya ist eine aus Kuba stammende Haushuhnrasse, die 1983 durch den BDRG zugelassen wurde. Cubalaya sind mittelgroße, agile Langschwanzhühner mit abfallender Haltung, mittelhoher Stellung und einem kämpferischen, herausfordernden Wesen. Rassetypisch sind der „Hummerschwanz“ und eine gerade, vom Nacken bis zur Schwanzspitze reichende Rückenlinie.

## Geschichte
Cubalaya sollen von Manilos de Regla, einer philippinischen Kampfhuhnrasse, und Malayos Pavos oder Ga Cua, vietnamesischen Kämpfern, abstammen, die von spanischen und portugiesischen Seefahrern nach Kuba gebracht wurden, wo Ende des 19. Jahrhunderts großes Interesse an asiatischen Geflügelrassen bestand. Den zum Malaientyp gehörigen Tieren mit hohem Stand, sehr langem Hals, knappem Gefieder und Schwanz wurden Hühner mit vollem und üppigem Schwanz vorgezogen. Durch Kreuzungen mit asiatischen und europäischen Kampfhuhnschlägen und -typen entstand nach Jahren ein Schlag mit auffallend langem, vollem und fast schleppendem Schwanz. Tiere dieses Schlages hatten einen stark gebogenen Schnabel, tiefliegende funkelnde Augen und ein angriffslustiges Wesen. 1935 wurde die Rasse mit modernem Standard von der Nationalen Geflügelzuchtvereinigung in Kuba in den Farbenschlägen Weiß, Schwarz und Wildfarbig anerkannt. Der Name „Cubalaya“ wurde in der Absicht gewählt, ihre Abstammung von der alten Rasse Malayos Cola de Camaron (deutsch krabbenschwänzige Malaien) kenntlich zu machen, gleichzeitig aber auch die Herkunft der modernen Rasse, ihre Herauszüchtung in der Republik Kuba, zu betonen. Vier Jahre später, 1939, wurde sie auf dem 7. Weltgeflügelkongress in Cleveland vorgestellt und in den „Standard of Perfection“ der American Poultry Association (APA) aufgenommen. 

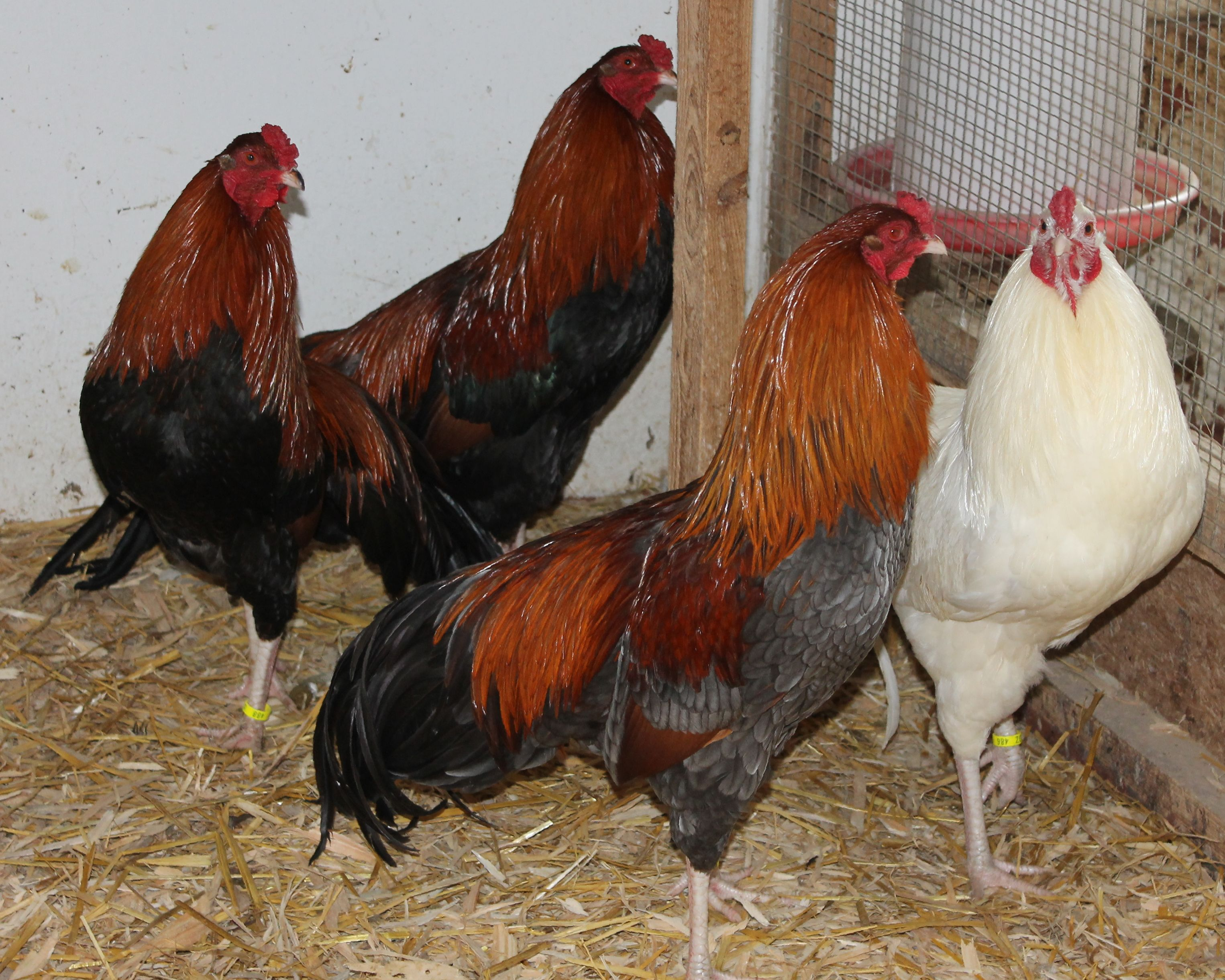
Cubalaya-Hähne der Farbenschläge „wildfarbig-zimtfarbig“, „blau-zimtfarbig“ und „weiß“ (v. l. n. r.)

Die ersten Cubalaya aus New Jersey erreichten 1978 die Bundesrepublik; 1983 wurde die Rasse im Farbenschlag „wildfarbig-zimtfarbig“ durch den Bund Deutscher Rassegeflügelzüchter in Deutschland zugelassen. Die Farbenschläge „blau-zimtfarbig“ und „weiß“ folgten 1999 und 2001. Der schwarze Farbenschlag ist in Deutschland noch nicht anerkannt. In den USA werden auch die Farbschläge „blue“ (deutsch blau), „silver duckwing“ (deutsch silberhalsig/-zimtfarbig), „golden“ (deutsch orangehalsig/-zimtfarbig) und „blue golden“ (deutsch blau-orangehalsig/-zimtfarbig) gezüchtet. Im „Standard of Perfection“ des Amerikanischen Geflügelzuchtverbandes (APA) sind aber nur die Farbenschläge „wildfarbig-zimtfarbig“ (englisch black breasted red), „weiß“ (white) und „schwarz“ (black) anerkannt.

## Merkmale
Cubalayahähne wiegen zwischen 2 und 2,5 kg, Hennen 1,5 bis 2,0 kg. Sie haben einen langen, muskulösen, breiten Rumpf, der abfallend getragen wird. Die Brust ist breit und voll und tritt hervor. Der Bauch ist knapp und fest eingezogen. Das Gefieder ist hart und lang, glanzreich und dicht. 

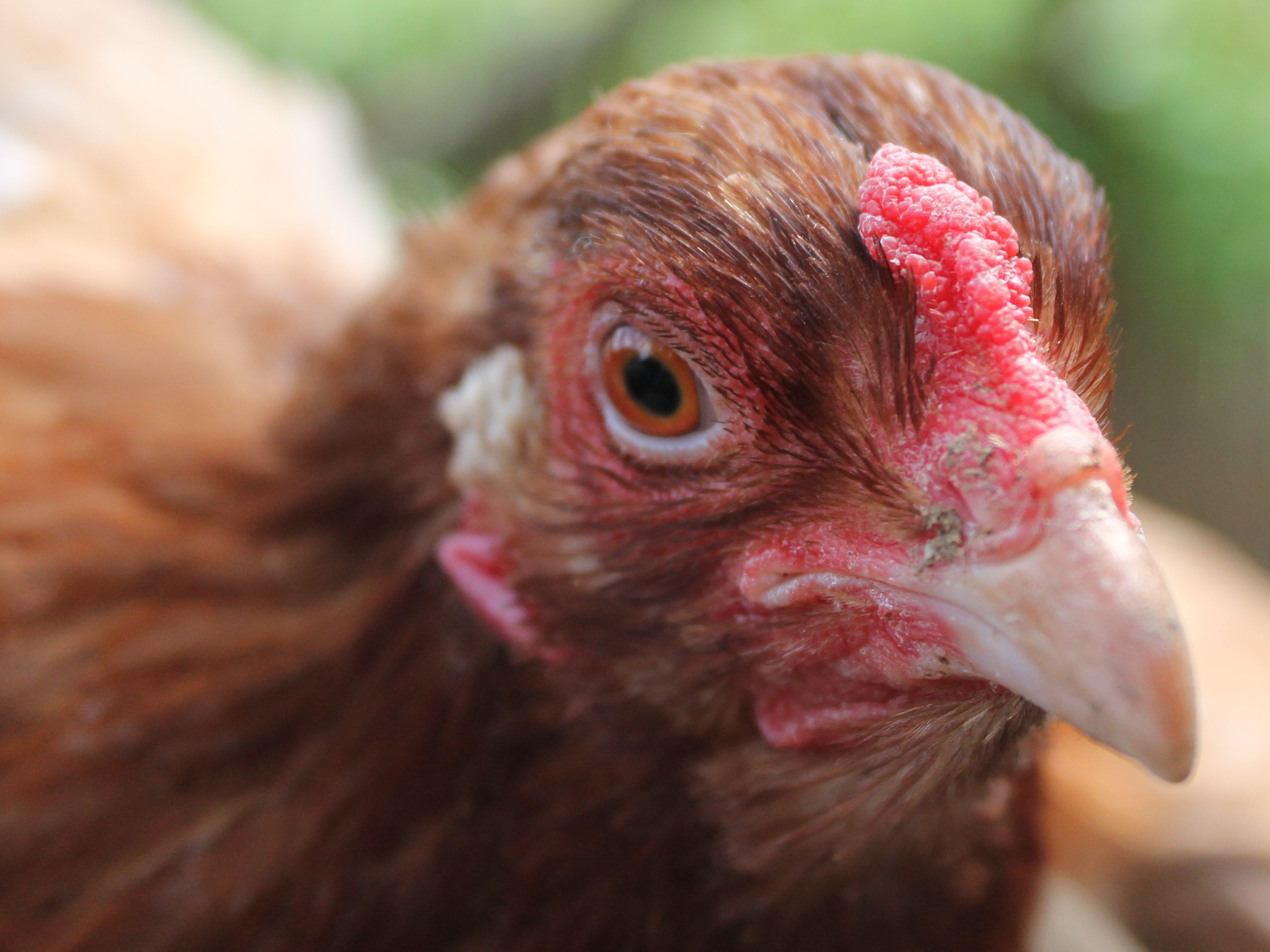
Kopfstudie einer Henne

Der Kopf ist kurz und breit und besitzt über den Augen etwas vorstehende Wülste. Das Gesicht ist glatt und leuchtend rot. Cubalaya tragen einen dreireihigen Erbsenkamm, einen niedrigen Kamm aus drei geperlten Reihen, von denen die mittlere etwas höher ist. Der Kamm ist vorn niedrig, nach hinten aufstrebend und ragt nicht über die Augen hinaus. Bei den Hennen ist er kleiner und sein Ende meist weniger aufwärts gerichtet. Die Kehl- und Ohrlappen sind klein, glatt und rot. Die Augen sind mittelgroß, lebhaft, etwas tief liegend und von roter bis rotbrauner Farbe. Der hellhornfarbige Schnabel ist kurz, stark und gebogen. 
Ihr Hals ist lang und kräftig. Der Halsbehang, die verlängerten, zugespitzten Federn am Hals der Hühner, reicht bis auf die Schultern. Der Rücken ist breit und lang und bildet vom Halsansatz bis zur Schwanzspitze eine ununterbrochene Linie. Die Rückenlinie der Hennen fällt zum Schwanz hin stärker ab als die des Hahnes. Die Schultern treten hervor. 

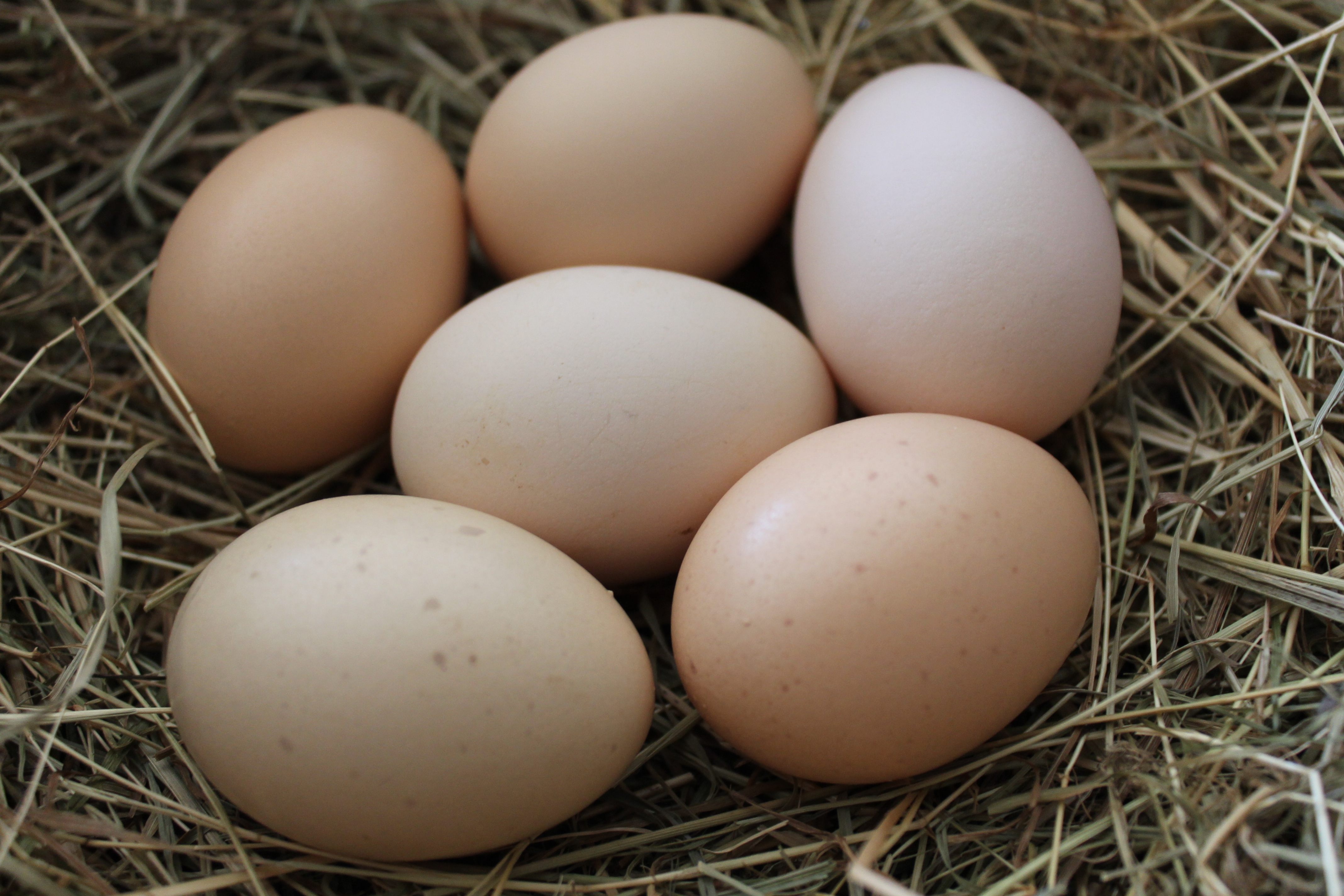
Cubalaya-Eier

Die Flügel sind kurz und treten an den Schultern hervor. Sie werden leicht gesenkt getragen, verdecken aber nicht die Schenkel. Der Sattel, die Federpartie zwischen Rücken und Schwanz, ist voll befiedert. Der Schwanz ist lang und breit und wird gut gespreizt unter der Horizontalen getragen. Er ist in sich etwas gewölbt und formt so den rassetypischen „Hummerschwanz“, der durch die dachförmig gewölbte Anordnung der gespreizten Steuerfedern an den des namensgebenden Hummers erinnert. Die Länge vom Schwanzansatz bis zur Schwanzspitze soll größer sein als vom Schnabel zum Schwanzansatz. Sicheln und Nebensicheln, die Schwanzdeckfedern des Hahnes, sind lang, voll und werden schleppend getragen. Hennen tragen den Schwanz etwas stärker gesenkt. Jegliche Bildung eines Schwanzwinkels oder eine zusammengelegte Schwanzpartie sind bei der Rasse unerwünscht. 
Die Schenkel sind lang und muskulös. Die Läufe sind unbefiedert und mittellang; bei Jungtieren glatt, bei Alttieren grob geschuppt. Doppel- und Dreifachsporen sind möglich. Diese Art Sporen wächst sehr langsam und wurde früher bevorzugt, um Verletzungen bei Rangkämpfen vorzubeugen. Hennen können ebenfalls Sporen bilden. Die Zehen sind gut gespreizt, lang und wie die Läufe fleischfarben. 
Die Eier der Cubalaya sind weiß oder gelblich. Zur Brut bestimmte Eier sollen ein Mindestgewicht von fünfzig Gramm nicht unterschreiten.

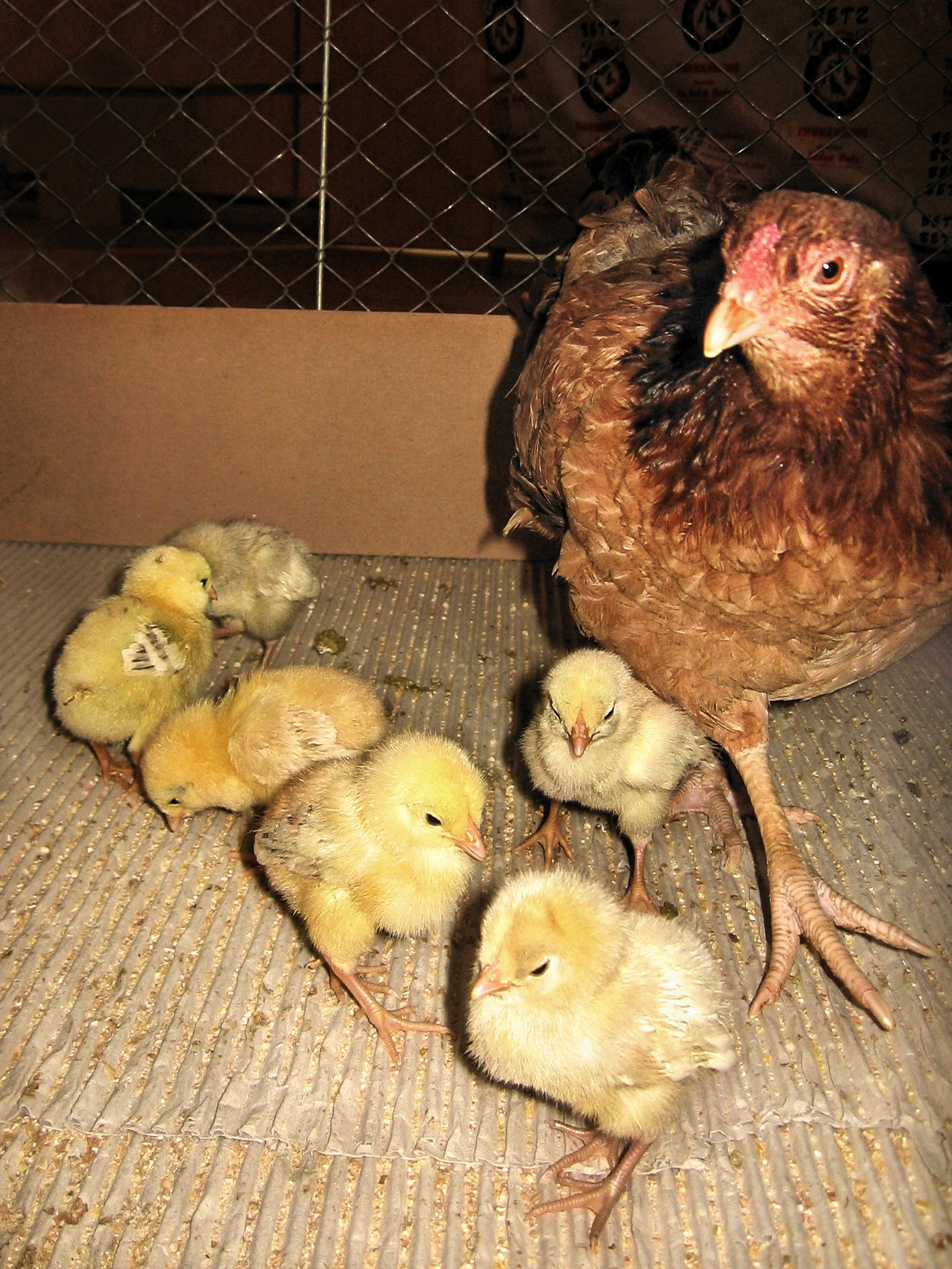
Küken und Glucke
(wildfarbig-zimtfarbig)

### Der wildfarbig-zimtfarbige Farbenschlag
Hähne des „wildfarbig-zimtfarbigen“ Farbenschlages haben einen braunroten Kopf. Ihr Halsbehang geht im unteren Teil in einen leuchtenden Goldton über. Ihm entspricht der Sattelbehang. Der Rücken ist braunrot. Flügeldecken sind sattrot, die Flügelbinden grünglänzend schwarz. Die schwarzen Handschwingen haben einen braunen Saum. Auch die Armschwingen-Innenfahne ist schwarz mit teils braunem Saum. Die Armschwingen-Außenfahne ist rotbraun mit schwarzen Enden, die bei zusammengelegtem Flügel ein rotbraunes Dreieck bilden. Vorderhals, Brust, Bauch und Schenkel sind schwarz. Der Schwanz ist schwarz mit grünem Glanz. Das schwarze Untergefieder ist rotbraun durchsetzt.
Der Kopf der „wildfarbig-zimtfarbigen“ Henne ist kastanienrotbraun, der Halsbehang dunkel rotbraun. Rücken, Flügel, Sattel und Schwanzdeckfedern sind zimtfarbig; Vorderhals, Brust, Bauch und Schenkel hellzimtfarbig. Die schwarzen Handschwingen haben einen braunen Saum, die Armschwingen-Innenfahne ist schwarz, die Armschwingen-Außenfahne rotbraun. Der Schwanz ist schwarz mit zimtfarbigem Saum. Die unteren Steuerfedern haben einen meist bräunlich gepfefferten Rand. Das Untergefieder ist hellgrau, an manchen Körperteilen hellzimtfarbig.
Weiß in den Sicheln des Hahnes, im Schwanz der Henne und den Schwingen ist unerwünscht aber erlaubt.

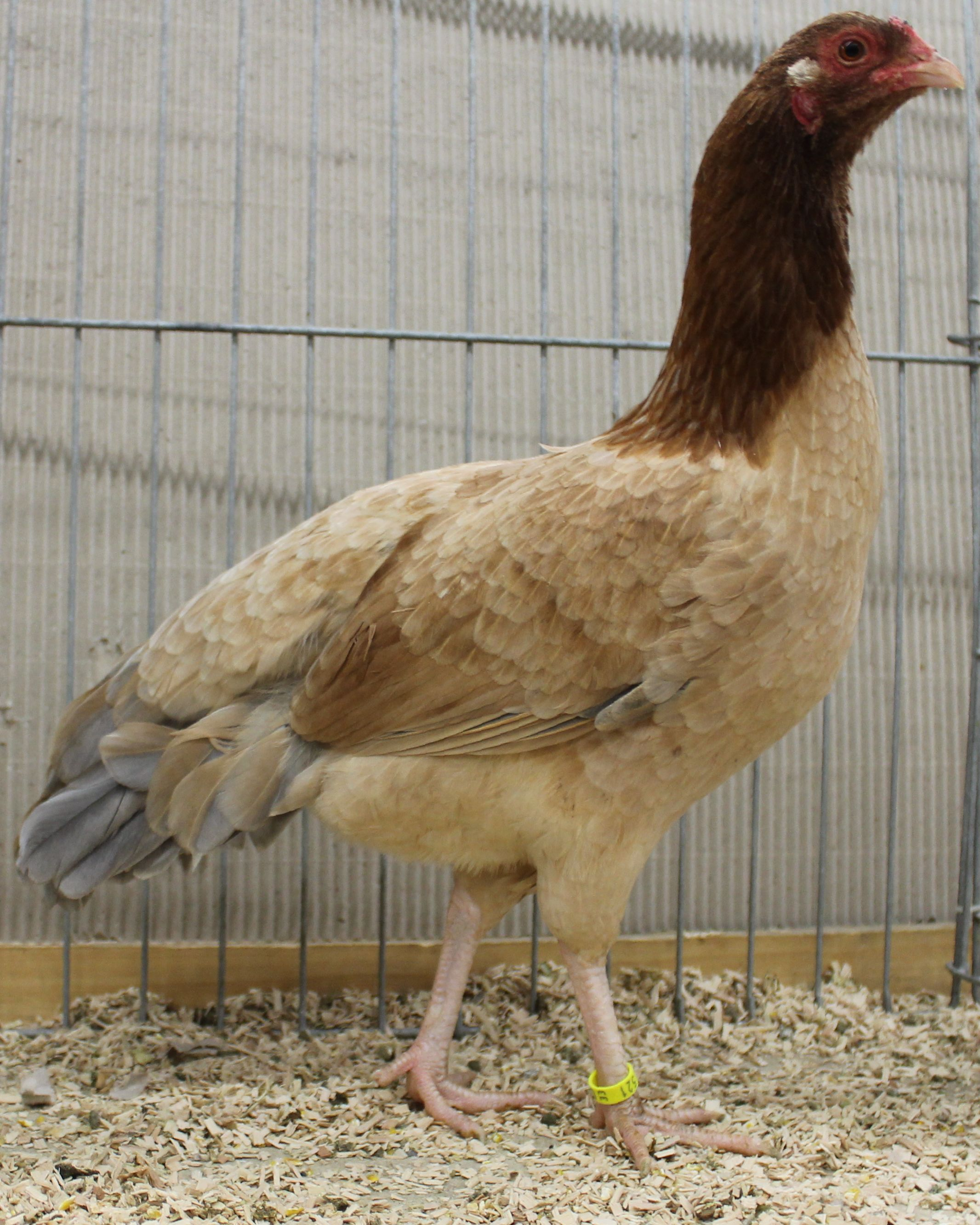
Cubalaya-Junghenne, blau-zimtfarbig

### Der blau-zimtfarbige Farbenschlag
Hähne des „blau-zimtfarbigen“ Farbenschlages haben einen goldbraunen Kopf. Hals- und Sattelbehang sind goldbraun, der im unteren Teil in einen leuchtenden Goldton übergeht. Eine blaue Schaftstrichzeichnung ist gestattet. Der Rücken der Hähne ist goldbraun. Die Flügeldecken sind satt goldrot, ihre Flügelbinden blau, die Handschwingen blau mit goldenem Außenrand. Die Armschwingen-Innenfahne ist blau, teils mit goldenem Saum, die Armschwingen-Außenfahne goldbraun mit dunklen Enden, die bei geschlossenem Flügel, ähnlich den „Wildfarbig-Zimtfarbigen“, ein goldbraunes Dreieck bildend. Vorderhals, Brust, Bauch und Schenkel sind blau. Auch die Schwanzpartie ist blau und kann eine leichte braune Säumung aufweisen. Das Untergefieder des Hahnes ist blaugrau.
Der Kopf und Halsbehang der Henne sind zimtbraun. Rücken, Flügel, Sattel und Schwanzdeckfedern sind zimtfarbig; Vorderhals, Brust, Bauch und Schenkel hellzimtfarbig. Die Handschwingen sind blau mit zimtbraunem Außenrand. Die Armschwingen-Innenfahne ist blau, die Armschwingen-Außenfahne zimtbraun. Der Schwanz ist blau mit zimtfarbigem Saum. An den unteren Steuerfedern befindet sich meist ein bräunlich gepfefferter Rand. Das Untergefieder ist blaugrau bis hellzimtfarbig.
Weiß in Schwingen und Schwanz ist unerwünscht aber erlaubt.

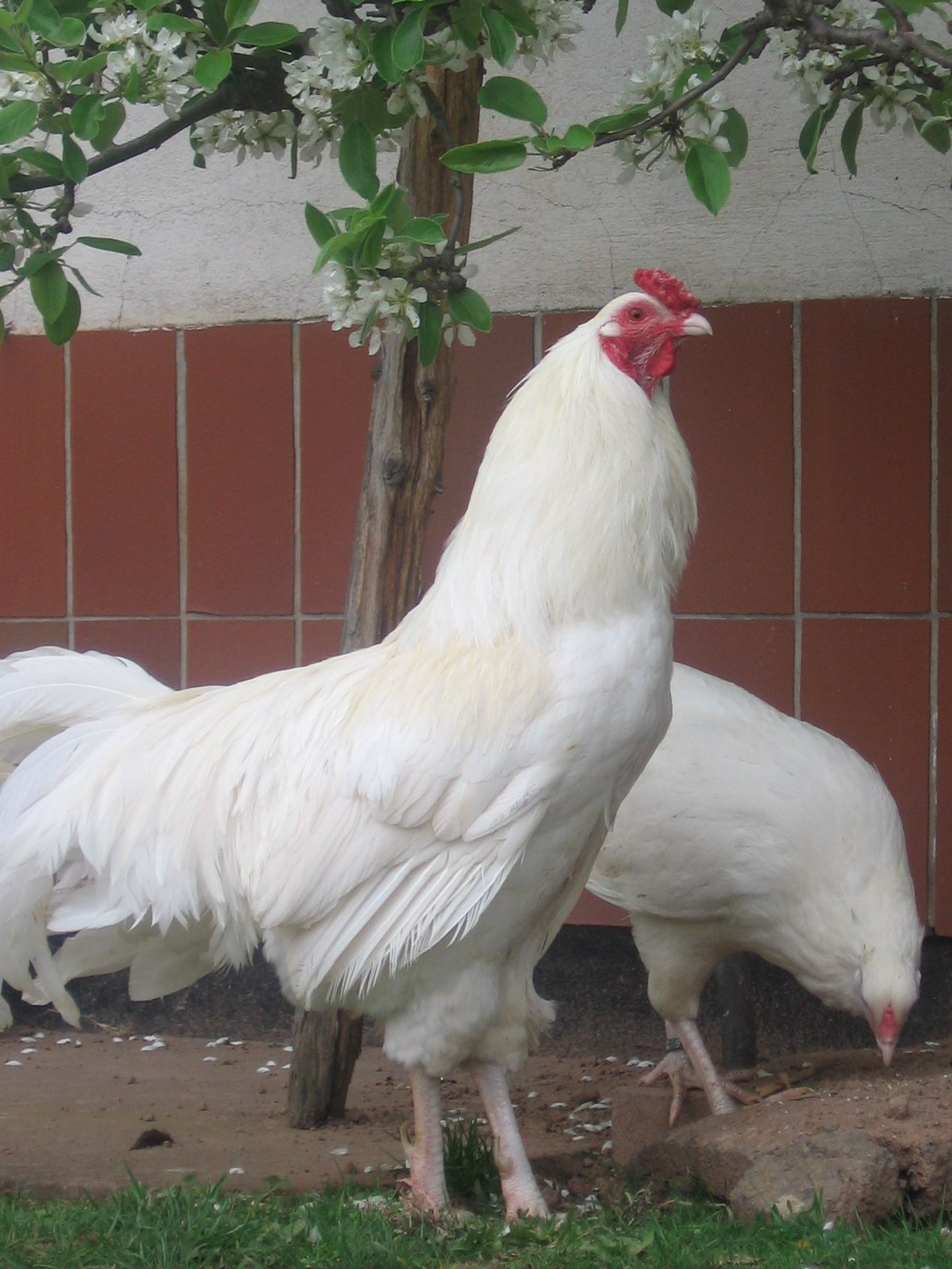
Weiße Cubalaya, Hahn und Henne

### Der weiße Farbenschlag
Das Gefieder der weißen Cubalaya ist rahmweiß. Im Schmuckgefieder der Hähne, dem Hals- und Sattelbehang und den kleinen Flügeldecken, ist ein gelblicher Schimmer gestattet. Andersfarbige Einlagerungen im Gefieder sind unerwünscht.